# Lockheed P2V Neptune
Il Lockheed P2V Neptune (P-2 Neptune, in base al sistema di designazione impiegato a partire dal settembre 1962) è stato un bimotore turboelica statunitense per il pattugliamento marittimo e la lotta antisommergibile progettato dalla Lockheed per la United States Navy negli anni quaranta. Impiegato a partire dal dopoguerra in sostituzione del PV-1 Ventura e del PV-2 Harpoon, venne esportato in diverse nazioni tra cui Regno Unito, Francia, Argentina e Giappone, dove venne costruito su licenza come Kawasaki P-2J. Venne a sua volta sostituito nella U.S. Navy dal P-3 Orion a partire dagli anni sessanta, ma rimase in servizio con le altre forze armate, arrivando a partecipare alla guerra delle Falkland del 1982 con la Aviazione Navale Argentina.
Venne progettato come aereo basato a terra, ma ne venne modificato anche un piccolo numero di esemplari per renderli compatibili con l'impiego basato su portaerei. Pur non trovando impiego operativo, uno di questi velivoli il 7 marzo 1949 stabilì il record come più grosso e pesante aereo mai decollato all'epoca da una portaerei, iniziando con un peso al decollo di 33 566 kg una missione dalla portaerei USS Coral Sea, con un carico di 4 536 kg che simulava una bomba atomica.

## Storia

### Sviluppo
Il progetto del Neptune venne avviato in modo autonomo dalla Lockheed nel 1941, quando gli Stati Uniti non erano ancora entrati in guerra: i vertici dell'azienda californiana ritenevano che la formula dell'idrovolante avrebbe trovato ben presto limiti operativi insormontabili e che i ruoli di pattugliamento marittimo e di contrasto ai sommergibili sarebbero stati affidati a velivoli basati a terra.
Nella primavera del 1944 i vertici dell'US Navy emisero una specifica che si adattava perfettamente alle caratteristiche del Neptune e già il 4 aprile venne siglato un contratto che prevedeva la fornitura di due prototipi e 15 macchine di pre-serie.
Il velivolo era di concezione sostanzialmente semplice: monoplano, ala dritta e carrello triciclo anteriore; la motorizzazione sarebbe stata affidata a due motori radiali (al momento si trattava di Wright Cyclone R-3350-8 da 2 150 hp).
Il primo volo di un P2V-1 si ebbe il 17 maggio del 1945 e precedette un secondo ordine per una versione leggermente modificata (soprattutto mediante l'adozione dei motori Wright R-3350-24 da 2 650 hp) il cui primo esemplare si levò in volo nel gennaio del 1947.

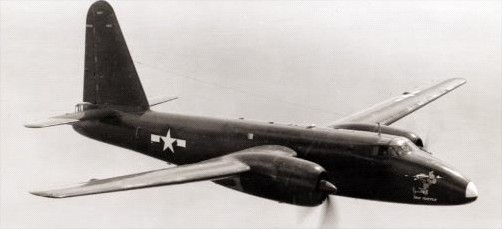
Il Truculent Turtle in volo.

Pochi mesi prima, il Neptune diede ampia dimostrazione delle proprie capacità nel corso di un volo dimostrativo realizzato dall'US Navy: il primo esemplare di serie del P2V-1, pilotato da Thomas D. Davies e battezzato The Truculent Turtle, volò da Perth (Australia) a Columbus (Ohio), coprendo la distanza di 18 228 km in 55 h e 17 min.
Le modifiche principali apportate nel tempo alla cellula originaria, furono essenzialmente la configurazione del muso (che divenne vetrato) e la motorizzazione.
Una delle ultime versioni, la P2V-7 e la corrispondente P2V-J giapponese, fu uno tra i primi aerei operativi ad adottare una motorizzazione mista con presenza contemporanea di motori a pistoni e turbogetti. Questo tipo di motorizzazione (presente anche nel Convair B-36, nel Boeing C-97 Stratofreighter, nel Fairchild C-123 Provider e nell'Avro 696 Shackleton) è caratterizzata da livelli di rumore molto elevati quando tutti i motori sono accesi.

### Impiego operativo
L'impiego del Neptune avvenne sotto numerose bandiere e la sua versatilità è testimoniata dall'impiego in numerosi ruoli ed in un arco temporale che, iniziato nel marzo del 1947, copre quasi 40 anni, compresi diversi conflitti regionali.

#### Guerra di Corea

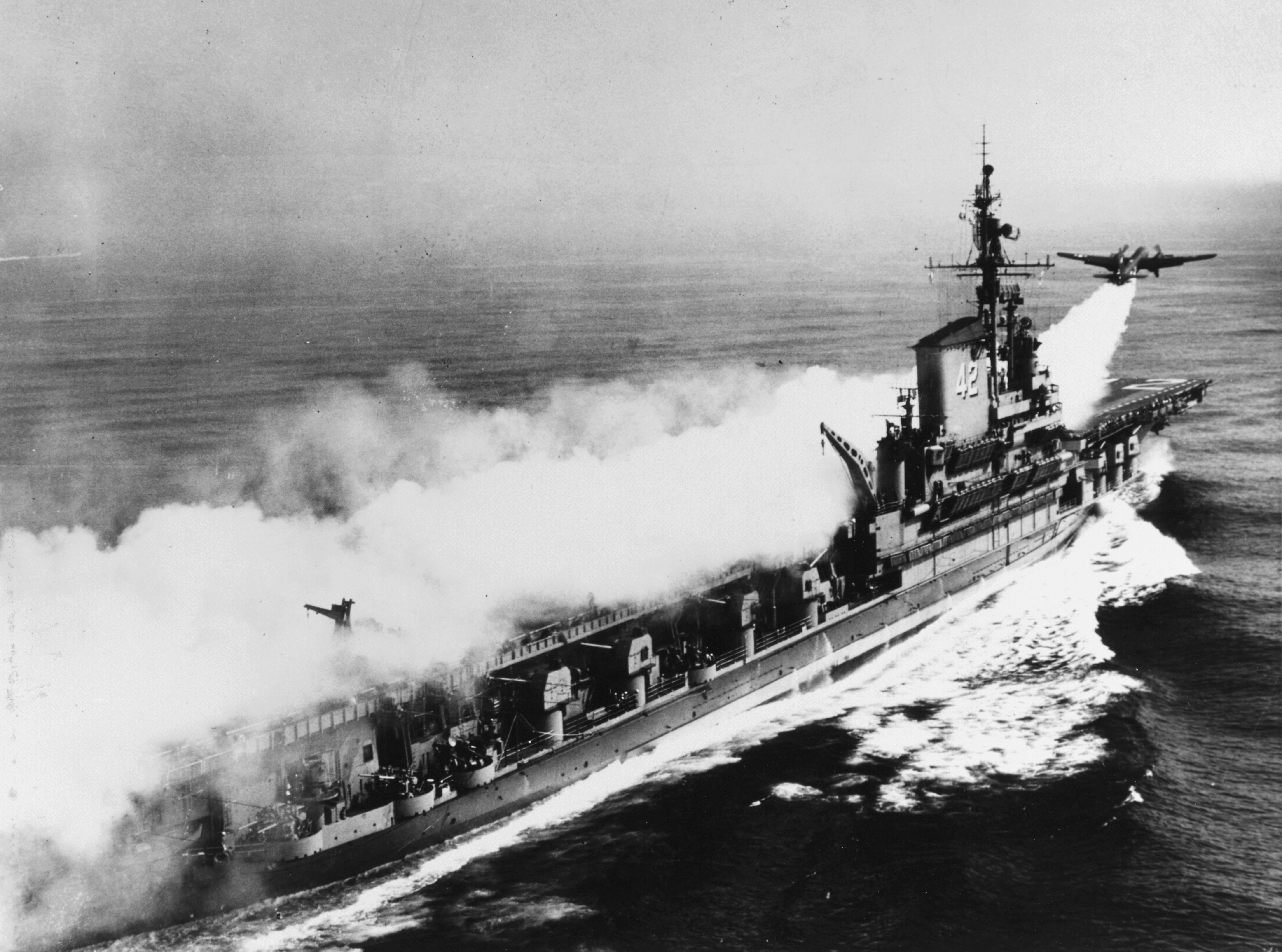
Il decollo, assistito con i razzi, di un P2V-3C dal ponte della.

Il contributo dei Neptune alla guerra di Corea fu marginale, dato che questo conflitto non fu una guerra di mare. Alcuni squadroni da pattugliamento (sigle VP) erano basati in Giappone ed eseguirono missioni di ricognizione costiera; alcune foto testimoniano tuttavia la presenza di Neptune nelle vicinanze di aeroporti nord-coreani durante i combattimenti.
Un impiego particolare spettò a 11 velivoli (P2V-3C) inquadrati nello Squadron VC-5: adeguatamente modificati, furono basati sulle portaerei USS Midway, USS Franklin D. Roosevelt e USS Coral Sea; il decollo dei velivoli era supportato da una batteria di razzi RATO (Rocket Assisted Take Off) e potevano trasportare una bomba atomica. Non era previsto il rientro sulla portaerei di base (che in effetti non avvenne mai, anche se un esemplare fu dotato di gancio d'arresto) ed i piani di impiego prevedevano l'ammaraggio dopo le missioni di bombardamento.

#### Guerra del Vietnam
Durante la Guerra del Vietnam la marina statunitense usava il Neptune come aereo da combattimento e da pattugliamento.

Il P2V fu usato anche dall'aviazione dell'United States Army, impiegato con la 1ª Compagnia di Perlustrazione Radiofonica (chiamati Crazy Cat) di base nella baia di Cam Ranh. Questi velivoli, non verniciati, vennero impiegati in qualità di ponte radio nelle trasmissioni provenienti da reti clandestine di agenti nei territori del Sud.

#### Guerra delle Falkland
La Armada de la República Argentina aveva acquisito almeno 16 Neptune in diverse varianti, a partire dal 1958, tra cui otto ex-Royal Air Force. La Marina equipaggiò la Escuadrilla Aeronavale de Exploración (gruppo aeronavale di ricognizione) della sua Aviación Naval e li utilizzò diffusamente sull'oceano Pacifico nel 1978 durante l'Operazione Soberanía, l'inattuato piano di invasione delle isole Picton, Lennox e Nueva del Cile, nel corso della controversia del canale Beagle.
Durante la Guerra delle Falkland nel 1982, gli ultimi due aerei operativi (2-P-111 e 2-P-112) svolsero un ruolo chiave di ricognizione e supporto dei Dassault Super Étendard, in particolare in occasione dell'attacco contro lo HMS Sheffield del 4 maggio. La mancanza di pezzi di ricambio, causata dal preesistente embargo sugli armamenti degli Stati Uniti verso l'Argentina, in atto sin dal 1977 a causa della Guerra sporca, portò alla cessazione delle operazioni con il velivolo prima della fine della guerra. I Neptune vennero sostituiti dai Lockheed C-130 Hercules della Fuerza Aérea Argentina nel compito di ricognizione e ricerca di obiettivi per gli aerei da attacco.
Nel 1983, l'unità è stata equipaggiata con i Lockheed L-188 Electra modificati per il ruolo di sorveglianza marittima e nel 1994 questi aerei sono stati sostituiti con i P-3B Orion.

#### Missioni classificate

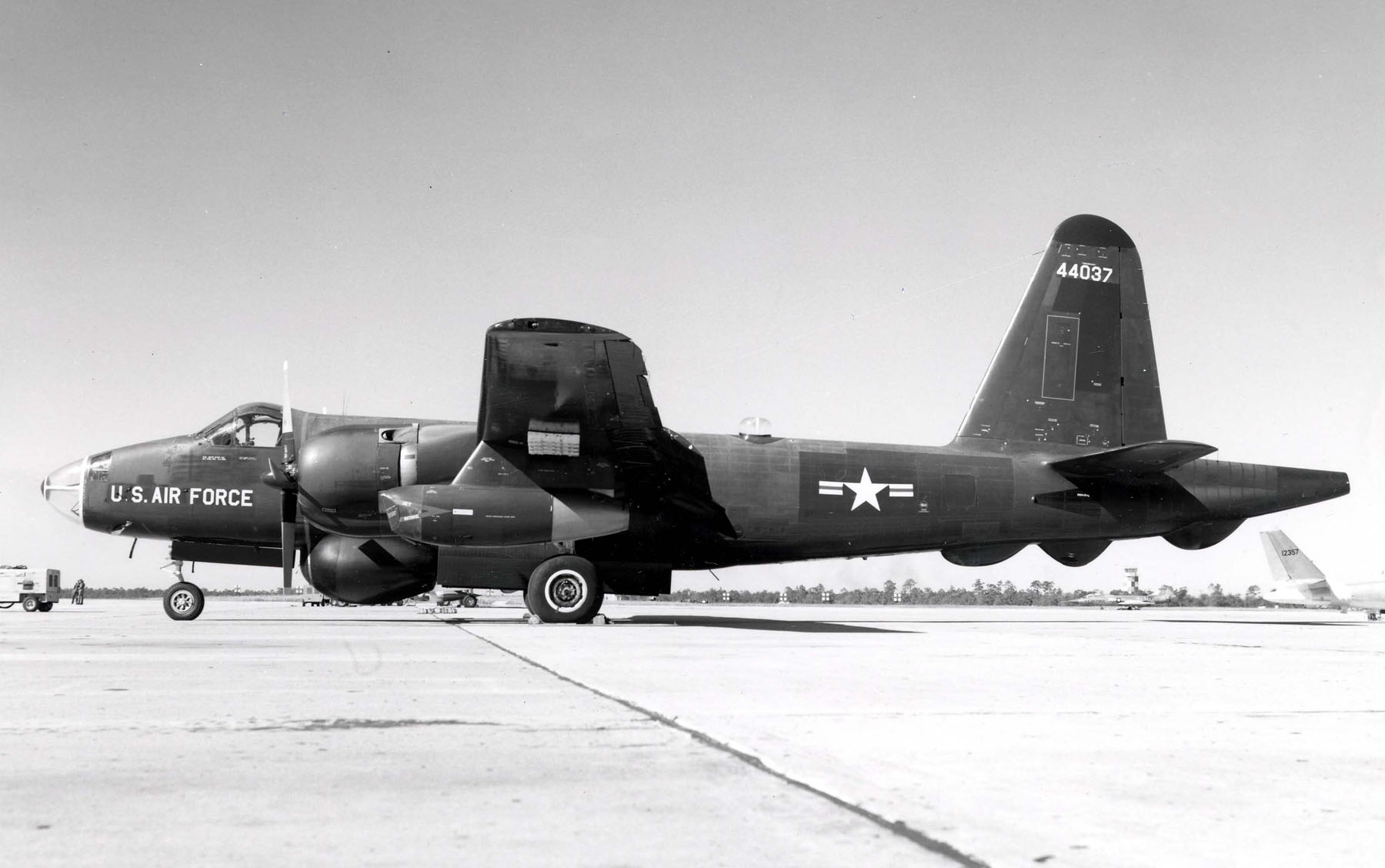
Una vista laterale del RB-69A

Uno degli impieghi meno noti, vide 7 velivoli della serie P2V-7U operare per conto della CIA sotto le insegne dell'USAF; identificati con la sigla di RB-69A e dotati di sistema radar SLAR (Side Looking Airborne Radar), a scansione laterale, operavano dalle basi di Spangdahlem (Germania) e Sculthorpe (Regno Unito).
Le loro missioni erano di carattere spionistico, prevalentemente in territorio sovietico od in paesi aderenti al Patto di Varsavia. Mentre ufficialmente l'USAF non ammise mai l'esistenza di un velivolo con questa sigla identificativa, durante il Giorno delle Forze Armate del 1959, pare in seguito ad un errore, il velivolo con la matricola 54-4041 venne esposto in una manifestazione pubblica.
Questi velivoli vennero, probabilmente, rimpiazzati con i Boeing ERB-47H Stratojet all'inizio degli anni sessanta.

## Descrizione tecnica

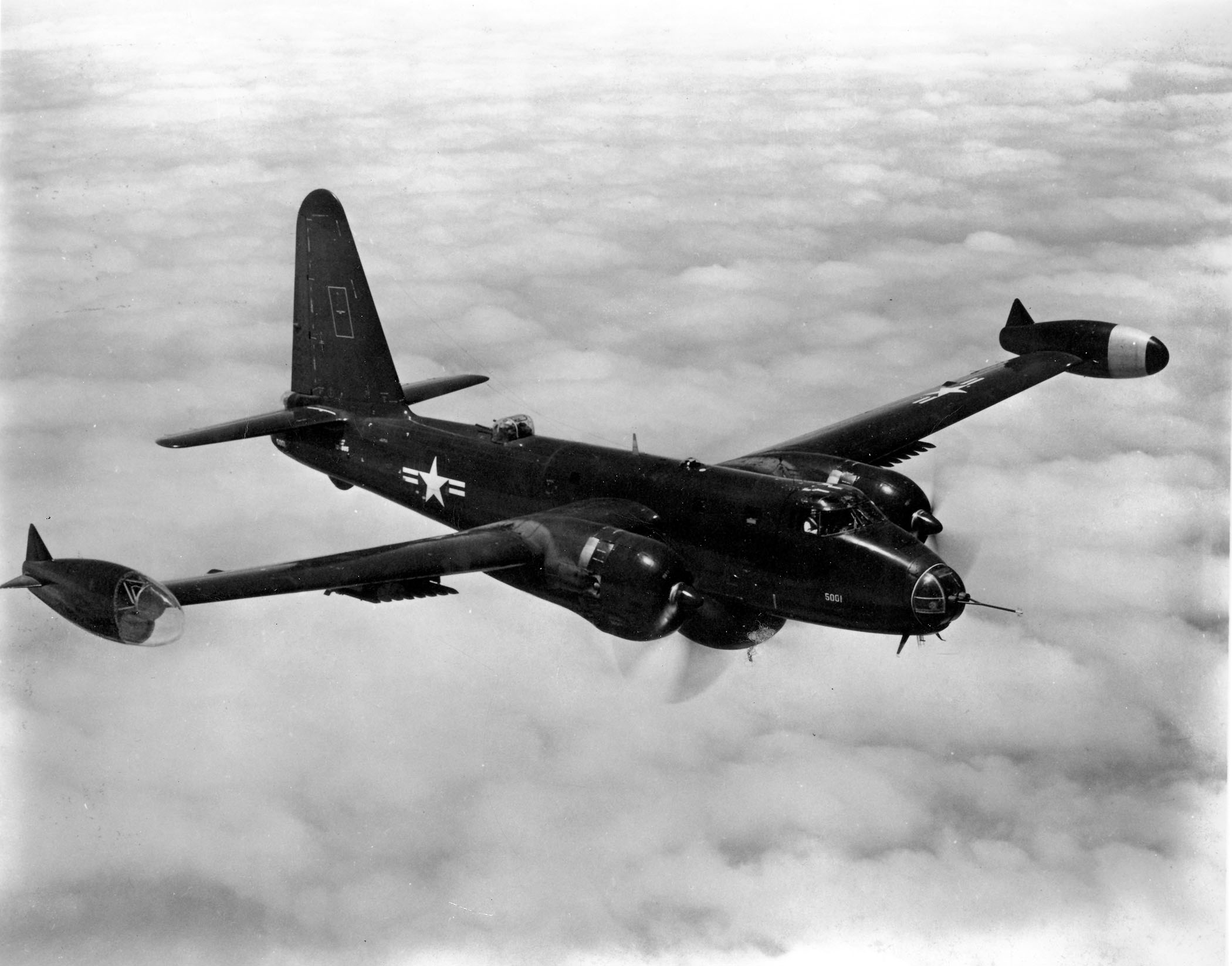
Un P2V-5 della Naval Air Station Jacksonville in volo.

### Struttura
Monoplano ad ala media, aveva struttura e rivestimento interamente metallici. Nelle prime versioni il muso era completamente chiuso e destinato all'alloggiamento di armi (cannoni automatici o mitragliatrici). L'abitacolo vedeva i due piloti sedere affiancati. Il carrello era del tipo triciclo anteriore. L'ala era dritta e, nelle versioni più recenti, alle estremità ospitava serbatoi supplementari per il carburante.

### Motore
Inizialmente la motorizzazione era affidata esclusivamente a due motori radiali Wright R-3350 Cyclone. Questo motore accompagnò (nelle diverse versioni di volta in volta realizzate) tutta la vita operativa del Neptune. Dapprima sporadicamente, in alcune varianti, e poi stabilmente, a partire dalla versione P2V-7, ai motori a pistoni venne affiancata una coppia di turbogetti (in questo caso si trattava di motori Westinghouse J34), che (ovviamente) conferirono maggiore velocità al velivolo e ne prolungarono la vita operativa.
Nella versione costruita su licenza in Giappone, i motori a pistoni vennero sostituiti con motori turboelica (una versione della General Electric T64, anch'essa costruita su licenza) ed i turbogetti originali rimpiazzati con propulsori di costruzione nazionale (Ishikawajima-J3).

### Armamento
Come detto, nelle prime versioni parte dell'armamento difensivo era ospitato all'estrema prua. In seguito all'impiego della prua vetrata (destinata ai compiti dell'osservatore), venne installata una torretta dorsale equipaggiata con due mitragliatrici da 12,7 mm. Anche in coda era presente una torretta difensiva dotata di mitragliatrici o cannoni; nelle versioni destinate al contrasto dei sottomarini questa postazione era sostituita da un lungo cono che ospitava le apparecchiature MAD.
I carichi di caduta variavano a seconda del tipo di versione e di missione (bombe, razzi, siluri, cariche di profondità, boe radioacustiche o mine) ed erano alloggiati nel vano bombe in fusoliera o nelle rastrelliere subalari (dotate ciascuna di 4 attacchi).
Degno di nota la versione P2V-6B, che avrebbe dovuto impiegare il missile antinave Farichild AUM-N-2 Petrel; si trattava di un missile antinave che, una volta raggiunta la superficie del mare, si trasformava in siluro. Si trattava di un'arma di grosse dimensioni, capace di condizionare sostanzialmente le prestazioni del velivolo, in particolare la velocità di punta. Non raggiunse mai lo stadio operativo ed il suo progetto venne abbandonato, mentre i velivoli destinati ad ospitarlo vennero ulteriormente modificati al ruolo di posamine.

## Versioni

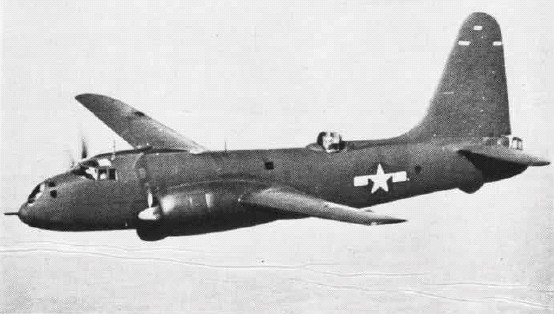
Il primo prototipo del Neptune.

- XP2V-1: (Lockheed Model 26) 2 prototipi;
- P2V-1: prima versione di serie, prodotta in 15 esemplari;
- XP2V-2: 1 esemplare della prima serie, impiegato come prototipo per la seconda;
- P2V-2: (Lockheed Model 126) seconda versione di serie; nel muso (ancora non vetrato) montava 6 cannoncini da 20 mm. Costruita in 81 esemplari;
  - P2V-2N: 2 velivoli impiegati per l'esplorazione dell'Antartide, dotati di sci al posto del carrello;
  - P2V-2S: (Lockheed Model 226) 1 prototipo (un P2V-2 trasformato) per la versione antisommergibile, dotato di radar AN/APS-20 disposto in radome ventrale;
- P2V-3: (Lockheed Model 326) dotata di nuovi motori più potenti e modifiche ai condotti di scarico. Costruita in 53 esemplari;
  - P2V-3B: ne vennero realizzati 4 esemplari (modificando 1 P2V-3 e 3 P2V3C) per prove di un sistema radar per il bombardamento a bassa quota (ASB-1 Low Level Radar Bombing System);
  - P2V-3C: 12 velivoli modificati (1 P2V-2 e 11 P2V-3) per l'impiego da portaerei ed il trasporto di ordigni nucleari;
  - P2V-3W: versione destinata a compiti di AEW, dotata del radar AN/APS-20; 30 velivoli di nuova costruzione;
  - P2V-3Z: 2 velivoli dotati cabina passeggeri corazzata per il trasporto di V.I.P., impiegati durante la guerra di Corea;
- P2V-4: (Lockheed Model 426) nuova versione, caratterizzata dai serbatoi supplementari alle estremità alari e motori aggiornati: 25 velivoli ebbero il Wright R-3350-26WA ed altri 27 il R-3350-30W Turbo-compound. Ridesignato P-2D dopo il 1962;
- P2V-5: (Lockheed Model 526) principale versione di produzione. Presentava serbatoi alari di maggiori dimensioni, motori R-3350-30WA Turbo-compound, torretta di prua con due mitragliatrici da 20 mm. Nel corso della produzione venne aggiunta l'apparecchiatura MAD, posta nel lungo terminale di coda. Prodotta in 424 esemplari;
  - P2V-5F: velivoli della serie P2V-5, modificati mediante la sostituzione dei motori con gli R-3350-32W e l'aggiunta di due turboreattori Westinghouse J34-WE-34 in gondole subalari (P-2E dopo il 1962);
    - P2V-5FD: 9 P2V-5F vennero modificati per il traino di bersagli (divennero DP-2E);
    - P2V-5FE: altri esemplari di P2V-5F, modificati con l'installazione di apparecchiature elettroniche (poi EP-2E);
    - P2V-5FS: ancora una volta derivata modificando velivoli di serie P2V-5F; in questo caso vennero dotati di apparecchiature di ricerca acustica a largo raggio (Jezebel) e relativa misurazione dell'eco (Julie). Divenne, dopo il 1962, SP-2E;
    - NP-2E: un velivolo di serie P-2E, impegnato in voli sperimentali;
    - NP-2E: esemplari di P-2E modificati per lo svolgimento di compiti di sorveglianza durante la guerra del Vietnam; di questa serie 7 velivoli andarono in forza all'USAF con la sigla AP-2E;

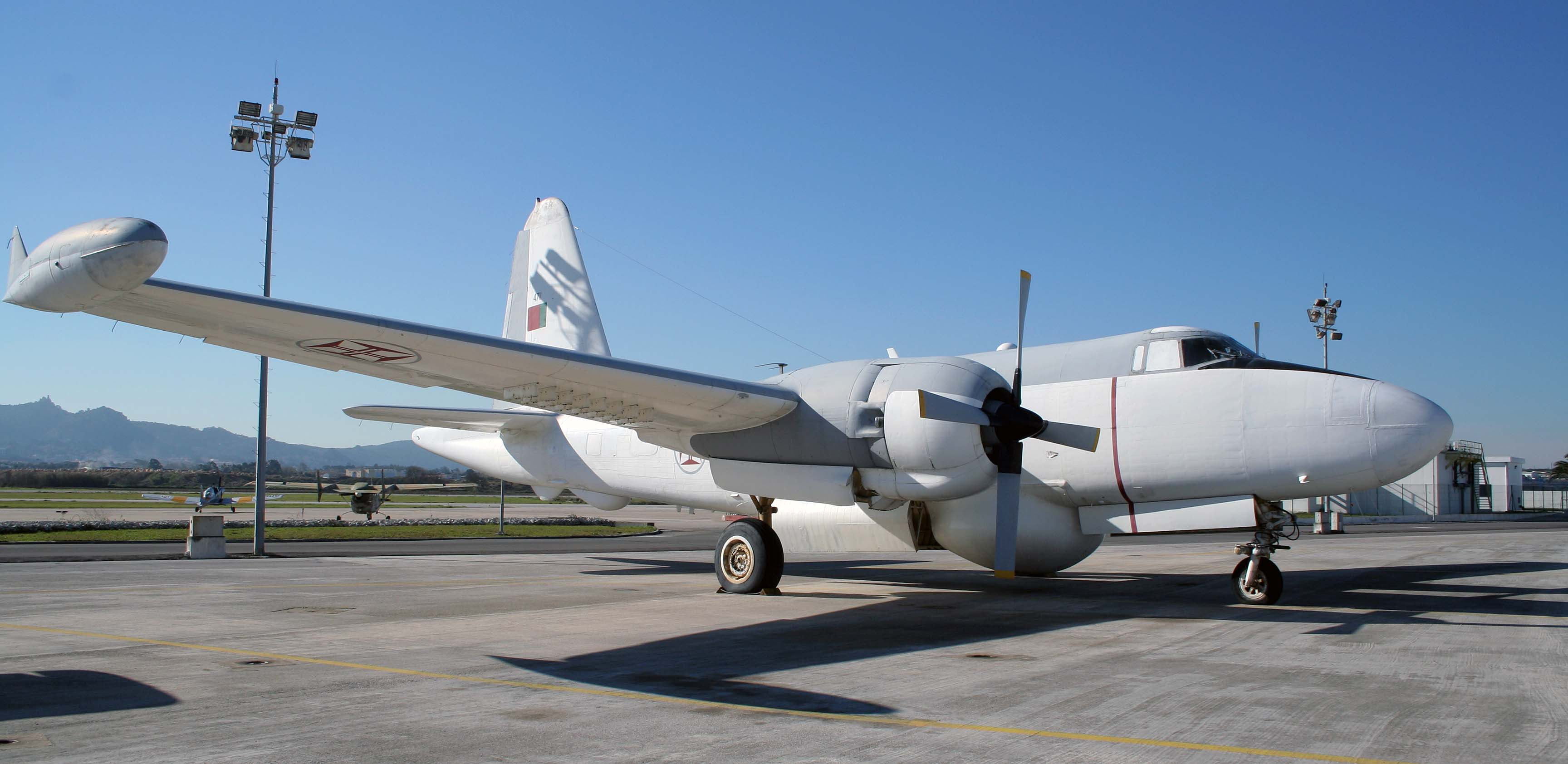
Un P2V-5 della Força Aérea Portuguesa.

- P2V-6: (Lockheed Model 626) versione multiruolo, modificata nella stiva bombe (di lunghezza maggiore). Vennero prodotti 67 velivoli (P-2F);
  - P2V-6B: 16 esemplari di P2V-6, modificati per l'impiego di due missili antinave Farichild AUM-N-2 Petrel. La codifica mutò prima in P2V-6M, dopo le trasformazioni utili al ruolo di posamine, per assumere quella definitiva di MP-2F;
  - P2V-6F: sigla attribuita ai P2V-6 modificati con l'installazione di due turboreattori Westinghouse J34-WE-36 (divenuti P-2G);
  - P2V-6T: modifica di alcuni P2V-6 per l'impiego come addestratori per gli equipaggi (TP-2F);
- P2V-7: (Lockheed Model 726): nuova versione che prevedeva, fin dall'inizio, la doppia motorizzazione (Wright R-3350-32W Turbo-compound e Westinghouse J34-WE-36); prevedeva inoltre l'adozione di tettuccio bombato, muso vetrato e torretta dorsale con due mitragliatrici da 12,7 mm. Prodotta in 426 esemplari (oltre a 48 prodotti su licenza dalla giapponese Kawasaki), prese la designazione di P-2H;
  - P2V-7B: versione per la Marina Olandese; nel muso, non vetrato, alloggiava 4 cannoni da 20 mm;
  - P2V-7S: variante analoga alla P2V-5FS, con l'impiego delle apparecchiature Jezebel/Julie. Divenne SP-2H;
    - P2V-7LP: due velivoli P2V-7S, modificati per operazioni in Antartide con l'adozione di sci. Ridesignati LP-2J;

  - P2V-7U: versione per impieghi di tipo ELINT; realizzata in 7 esemplari (5 nuovi e 2 P2V-7 riadattati), venne impiegata dalla CIA sotto le insegne dell'USAF con la definizione di RB-69A;
  - AP-2H: si trattava di 4 velivoli di serie P-2H che vennero dotati del sistema d'arma Trail and Roads Interdiction Multi-sensor (TRIM) per l'impiego come cannoniere volanti;
  - DP-2H: altri esemplari di P-2H modificati per il lancio ed il controllo di velivoli radiocomandati;
  - EP-2H: 1 esemplare di P-2H dotato di speciali apparecchiature telemetriche;
  - NP-2H: 1 altro P-2H modificato per prove speciali;
- P2V-KAI: versione costruita dalla Kawasaki, identificata come P-2J secondo il codice USA. Montava, in luogo dei motori radiali, due turboelica General Electric T64 (costruite su licenza dalla IHI), mentre i turbogetti erano due Ishikawajima-J3-IHI-7C da 15,2 kN. Costruita in 83 esemplari, di cui 1 modificando un P2V-7;
  - UP-2J: 4 esemplari di P-2J equipaggiati con strumenti ECM.

I dati sulle versioni sono tratti da Enciclopedia L'Aviazione.

## Paesi utilizzatori
Argentina
- Aviación Naval

 Australia
- Royal Australian Air Force

 Brasile
- Força Aérea Brasileira

 Canada
- Royal Canadian Air Force

 Cile
- Fuerza Aérea de Chile

 Francia

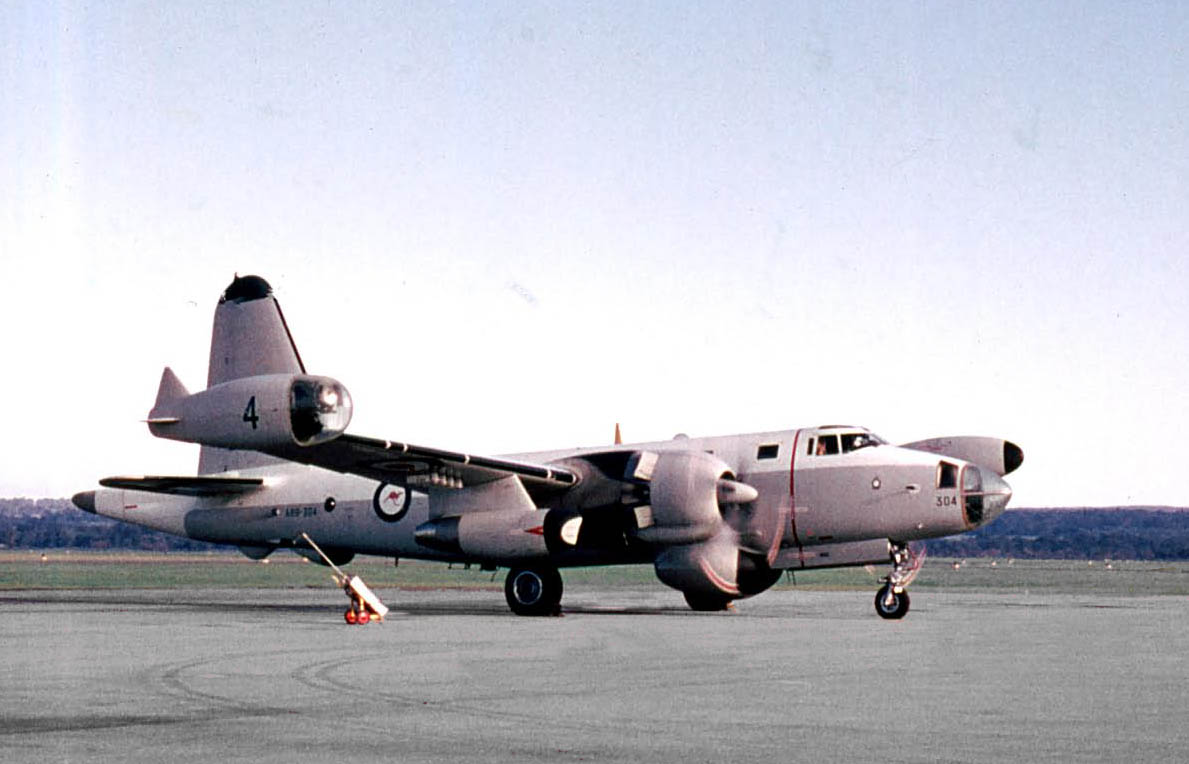
Lockheed Neptune, 11 Squadron, RAAF

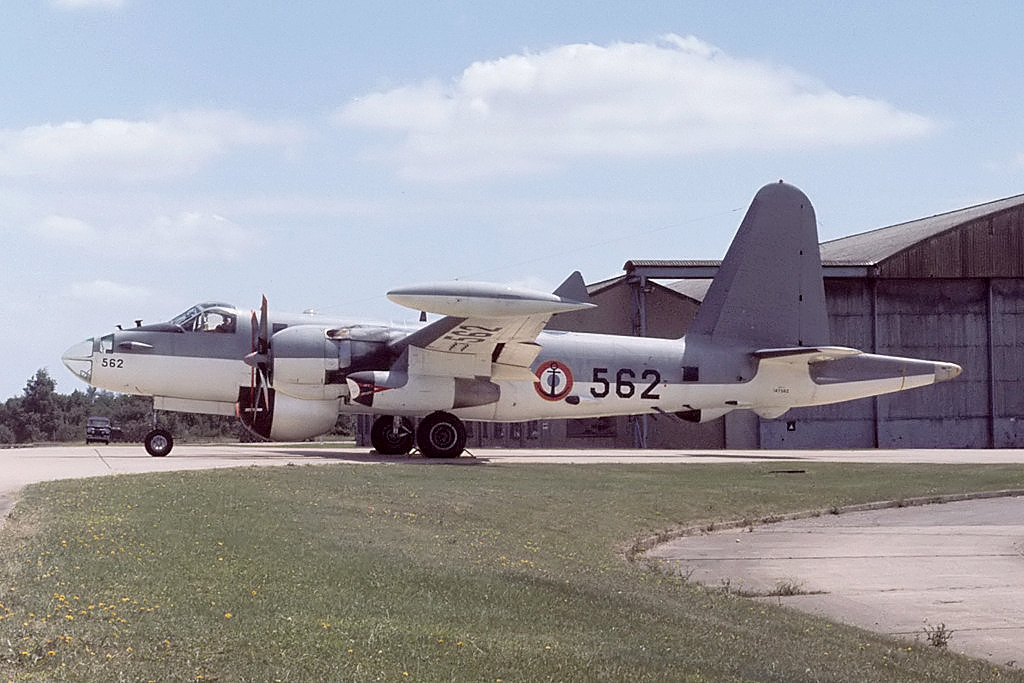
Lockheed SP-2H Neptune, Aéronautique navale

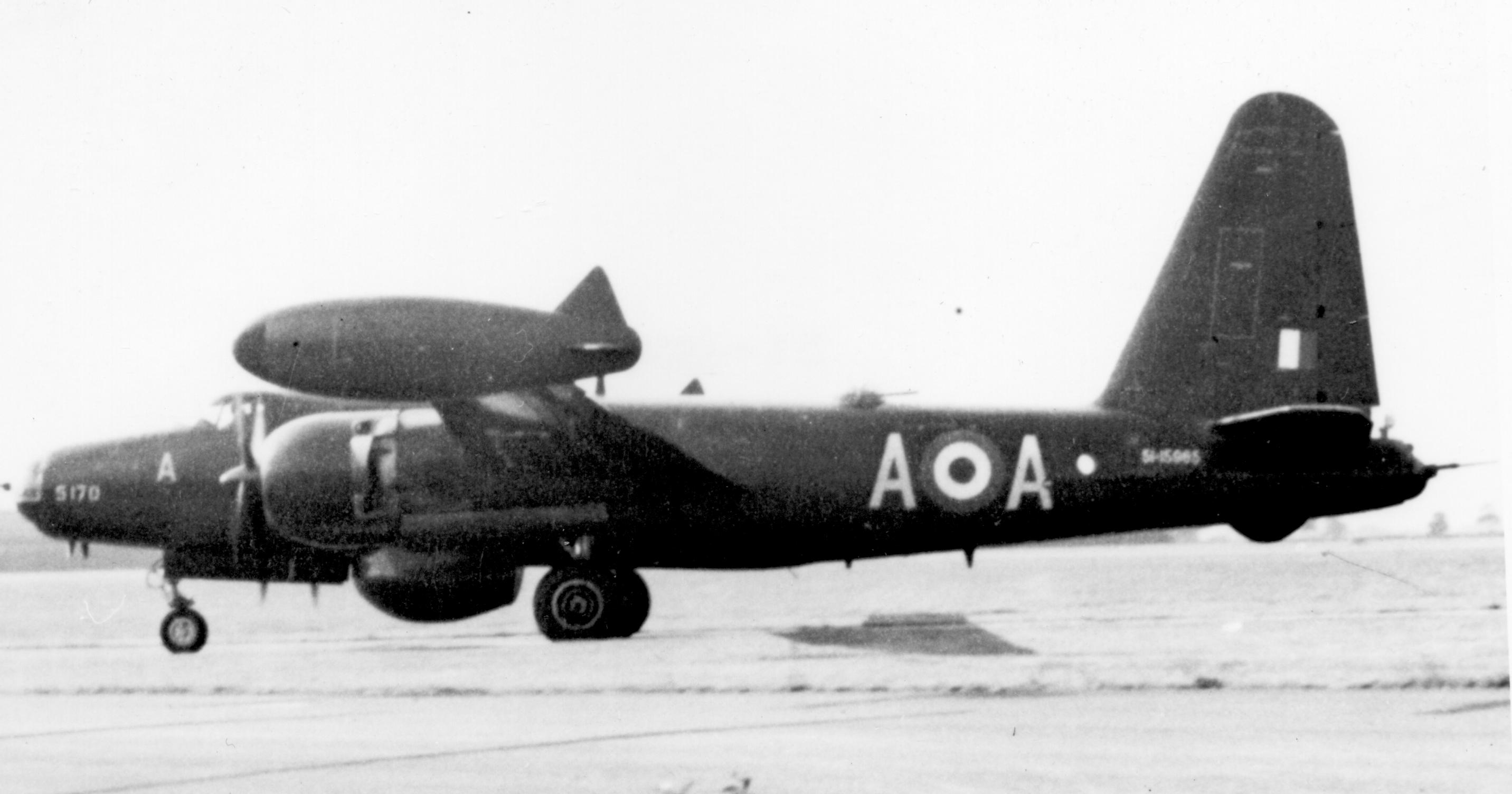
Lockheed P2V-5 Neptune MR.1, RAF

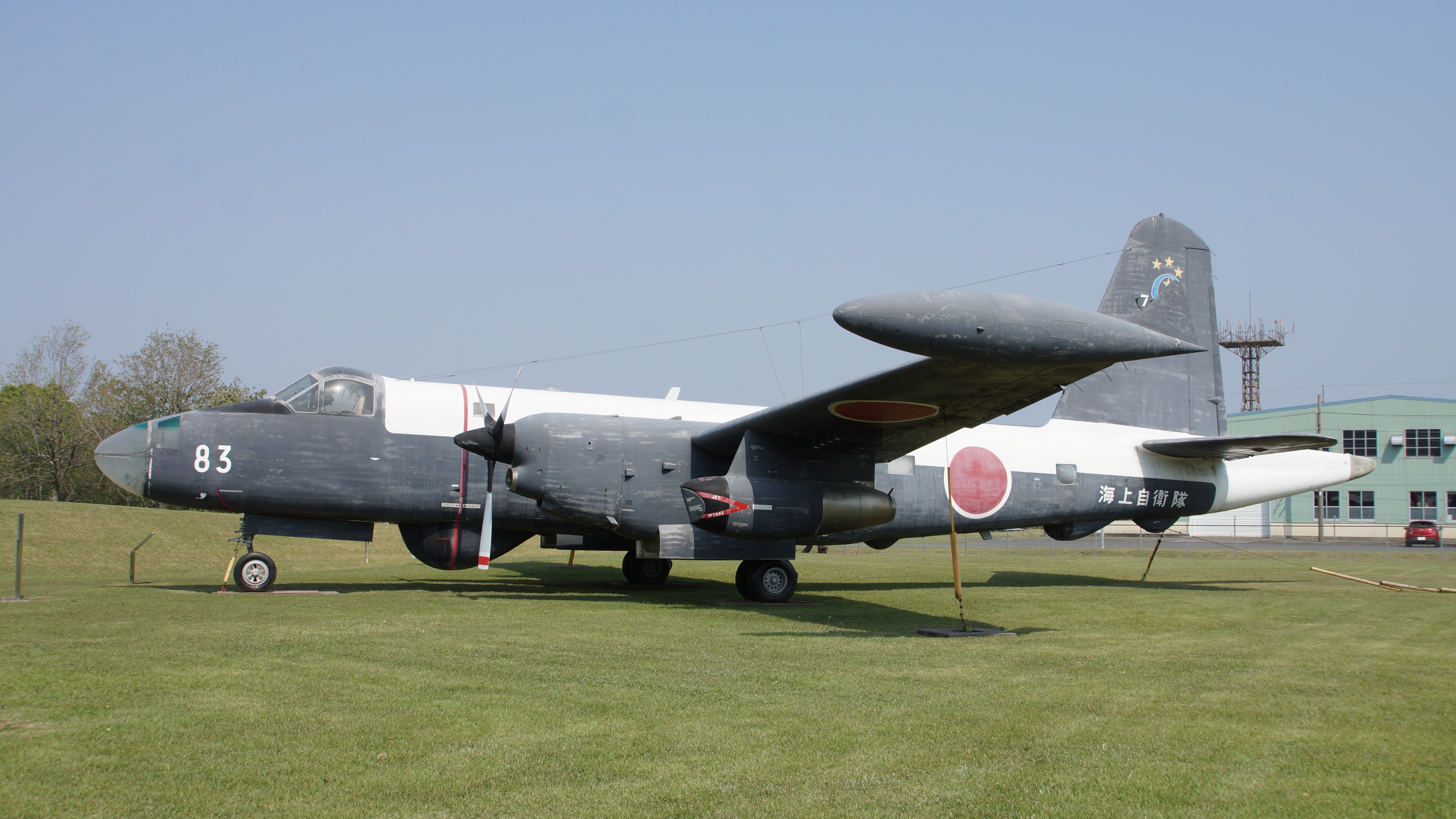
Lockheed P-2J Neptune, JMSDF

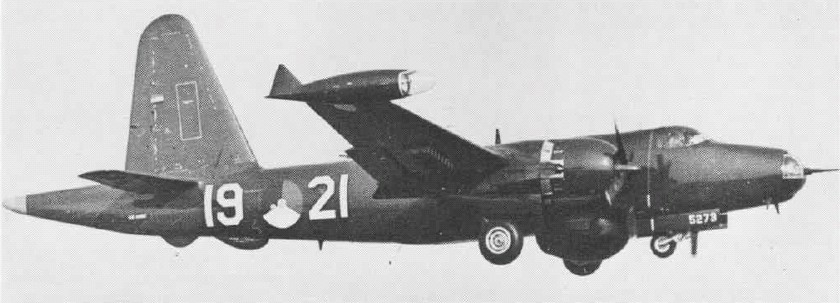
Un Neptune in forza alla Koninklijke Marine.

- Aéronautique navale (31: P2V-6 e 33: P2V-7)
  - Flottille 21F
  - Flottille 22F
  - Flottille 23F
  - Flottille 24F
  - Escadrille 12S / Flottille 25F
  - Flottille 8F/28F

 Regno Unito
- Royal Air Force

 Giappone
- Japan Maritime Self-Defense Force

64 P2V-7 (16 consegnati da Lockheed, 48 costruiti su licenza dalla Kawasaki) e 83 P2J versione costruita in loco del P2V-7 (consegnati a partire dal 1966) con fusoliera allungata davanti all’ala, impianto propulsivo costituito da 2 turboeliche General Electric T64-IHl-1 OE, costruite da lshikawajima e da 2 turbogetti Ishikawaiima-Harima J3lHl-7D (al posto rispettivamente dei Wright R-3350 radiali e dei J34 ausiliari del P2V-7), equipaggiamento elettronico migliorato, a partire dalla sostituzione del vecchio radar APS-20 con il più capace APS-80.
 Paesi Bassi
- Koninklijke Luchtmacht
- Koninklijke Marine

 Portogallo
- Força Aérea Portuguesa

 Taiwan
- Republic of China Air Force

 Stati Uniti
- United States Army Air Forces (fino al settembre 1947)
- United States Air Force (dopo il settembre 1947)
- United States Navy
- Central Intelligence Agency (7 esemplari di RB-69A, sotto le insegne della USAF)